# Mount Egbert
Mount Egbert är ett berg i Antarktis. Det ligger i Västantarktis. Argentina, Chile och Storbritannien gör anspråk på området. Toppen på Mount Egbert är 2 895 meter över havet, eller 825 meter över den omgivande terrängen. Bredden vid basen är 15,0 km. Mount Egbert ingår i Douglas Range.
Terrängen runt Mount Egbert är bergig åt sydväst, men åt nordost är den kuperad. Trakten är obefolkad. Det finns inga samhällen i närheten.